# Pomurska
Pomurska is een statistische regio in Slovenië. De regio's vormen in Slovenië geen bestuursniveau: Slovenië kent slechts het gemeentelijke en landelijke bestuur. Tot 1920 behoorde het gebied grotendeels tot Hongarije.
In 2021 had de regio Pomurska een bruto geboortecijfer van 7,7‰ (of: 7,7 geboorten per duizend inwoners), waarmee het - samen met de regio Obalnokraška - het laagste geboortecijfer in Slovenië had. Daarentegen was Pomurska - met een bruto sterftecijfer van 13,6‰ (13,6 sterftegevallen per duizend inwoners) - ook nog eens de regio met het hoogste sterftecijfer in Slovenië. De natuurlijke bevolkingsgroei was al een ruime tijd negatief en kwam in 2021 uit op -5,6‰, het laagst in heel Slovenië.

## Gemeenten
Tot Pomurska behoren de volgende gemeenten:
| - Apače - Beltinci - Cankova - Črenšovci - Dobrovnik - Gornja Radgona - Gornji Petrovci | - Grad - Hodoš - Kobilje - Križevci - Kuzma - Lendava - Ljutomer | - Moravske Toplice - Murska Sobota - Odranci - Puconci - Radenci - Razkrižje - Rogašovci | - Šalovci - Sveti Jurij - Tišina - Turnišče - Velika Polana - Veržej |

Gorenjska · Goriška · Jugovzhodna Slovenija · Koroška · Notranjskokraška · Obalnokraška · Osrednjeslovenska · Podravska · Pomurska · Savinjska · Spodnjeposavska · Zasavska